# Elaphropus vermicatus
Elaphropus vermicatus är en skalbaggsart som beskrevs av Thomas Casey. Elaphropus vermicatus ingår i släktet Elaphropus och familjen jordlöpare. Inga underarter finns listade i Catalogue of Life.